# 安東市鎮

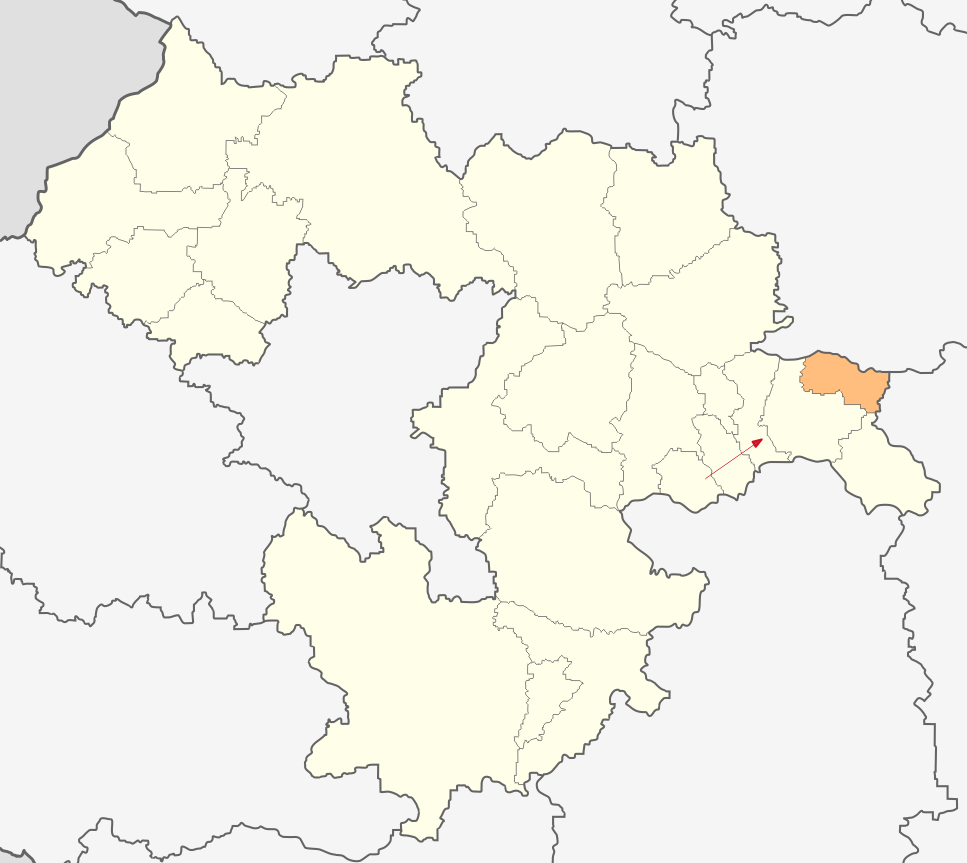

安东市镇是保加利亞西部索菲亞州的市鎮，行政中心为安东村。面積76.1平方公里，2015年人口1,501，人口密度每平方公里19.7人。